# Daniel Radikowitsch Nasybullin
Daniel Radikowitsch Nasybullin (russisch Даниэль Радикович Насыбуллин; * 2. Juni 1986 in Kasan, Russische SFSR) ist ein russischer Eishockeyspieler, der seit Juli 2012 bei Neftjanik Almetjewsk in der Wysschaja Hockey-Liga unter Vertrag steht.      

## Karriere
Daniel Nasybullin begann seine Karriere als Eishockeyspieler in seiner Heimatstadt in der Nachwuchsabteilung von Ak Bars Kasan, für dessen zweite Mannschaft er von 2002 bis 2007 in der drittklassigen Perwaja Liga aktiv war. In der Saison 2005/06 gab er zudem sein Debüt für die Profimannschaft von Neftjanik Leninogorsk, für die er als Leihspieler in zwei Spielen in der Wysschaja Liga, der zweiten russischen Spielklasse, auf dem Eis stand. In der Saison 2006/07 bestritt er zudem ein Spiel für die Profimannschaft von Ak Bars Kasan in der Superliga. Von 2007 bis 2011 lief der Flügelspieler für Neftjanik Almetjewsk auf – zunächst in der Wysschaja Liga und in der Saison 2010/11 in deren Nachfolgewettbewerb Wysschaja Hockey-Liga.   
Zur Saison 2011/12 wurde Nasybullin von Neftechimik Nischnekamsk aus der Kontinentalen Hockey-Liga verpflichtet.